# 2012년 11월 죽음
다음은 2012년 11월에 사망한 저명한 인물 목록이다.
- 11월 1일 - 중화인민공화국의 바둑기사 천주더
- 11월 2일
  - 대한민국의 영화감독 신은정
  - 대한민국의 영화배우 장민호
  - 미국의 육상선수 밀턴 캠벨
- 11월 4일
  - 대한민국의 교육인 심종섭
  - 대한민국의 정치인 명화섭
- 11월 5일
  - 대한민국의 소설가 김문수
  - 미국의 작곡가 엘리엇 카터
  - 아르헨티나의 영화배우, 영화감독 레오르나도 파비오
- 11월 6일 - 잉글랜드의 영화배우 클라이브 던
- 11월 7일 - 미국의 기타리스트 미키 베이커
- 11월 8일 - 미국의 영화배우 루실 블리스
- 11월 10일
  - 대한민국의 정치인 임성규
  - 일본의 영화배우 모리 미츠코
  - 중화인민공화국의 정치인 리시쥔
- 11월 12일 - 쿠바의 보디빌더 세르히오 올리바
- 11월 13일
  - 대한민국의 공기업인 양택식
  - 중화인민공화국의 세계여성최장신 야오더펀
- 11월 14일 - 대한민국의 영화배우 한주열
- 11월 19일
  - 베트남의  응우옌왕조의황녀 프엉민
  - 일본의 엔카가수 미야 시로
- 11월 20일 - 대한민국의 정치인 허재홍
- 11월 21일
  - 대한민국의 기초단체장 심성택
  - 미국의 영화배우, 영화감독 데보라 래핀
  - 미국의 의식장애여성인 에드워다 오바라
- 11월 23일 - 미국의 영화배우 래리 해그먼
- 11월 25일
  - 대한민국의 민속학자 임동권
  - 스웨덴의 수학자 라르스 회르만데르
  - 일본의 야구선수 다카기 다카시
- 11월 26일 - 미국의 외과의사 조지프 머리
- 11월 28일 - 미국의 연설가 지그 지글러
- 11월 29일 - 대한민국의 공학자 여종기
- 11월 30일 - 인도의 제12대 총리 인데르 쿠마르 구지랄